# إبراهيم غنيم
إبراهيم غنيم (29 أكتوبر 1962 -) (مواليد الشرقية) هو وزير التربية والتعليم في وزارة هشام قنديل، حاصل على الماجستير والدكتوراة من كلية التربية بجامعة أسيوط، وتخصصه في التعليم الصناعي قسم ميكانيكا. عُيّن أستاذًا بقسم المناهج وطرق التدريس بكلية التربية بجامعة قناة السويس سنة 2005، ثمّ أصبح مشرفًا على القسم ثمّ رئيس القسم ثمّ عميد الكلية، حتّى تعيينه وزيرًا في 2012. حتى عزل الرئيس محمد مرسي يوليو 2013م، ومن أبرز قراراته الوزارية القرار رقم 62 لسنة 2013م الخاص بإصدار لائحة الاتحادات الطلابية والريادة.